# ITF Women's Circuit gennaio-marzo 2012
L'ITF Women's Circuit 2012 è una serie di tornei gestita dall'organo internazionale del tennis, l'ITF. Lo scopo di questi tornei è quello di permettere, in particolare alle giovani tenniste, di migliorare la loro classifica per giocare in tornei più importanti. L'ITF Women's Circuit comprende tornei che hanno montepremi che vanno dai 10.000 ai 100.000 dollari.

## Legenda
| Torneo da $100.000 |
| Torneo da $75.000  |
| Torneo da $50.000  |
| Torneo da $25.000  |
| Torneo da $10.000  |

## Gennaio
| Settimana  | Torneo | Vincitori                                                    | Finalisti                             | Semifinalisti                          | Eliminati ai quarti                                                          |
| ---------- | --- | ------------------------------------------------------------ | ------------------------------------- | -------------------------------------- | ---------------------------------------------------------------------------- |
| 2 gennaio  | Blossom Cup 2012 Quanzhou, Cina Cemento $50 000+H Singolare – Doppio                                                                                | Kimiko Date-Krumm 6–3, 6–3                                   | Tímea Babos                           | Caroline Garcia Zhou Yimiao            | Ekaterina Ivanova Qiang Wang Sun Shengnan Zhang Shuai                        |
| 2 gennaio  | Blossom Cup 2012 Quanzhou, Cina Cemento $50 000+H Singolare – Doppio                                                                                | Chan Hao-ching Rika Fujiwara 4–6, 6–4, [10–7]                | Kimiko Date-Krumm Zhang Shuai         | Caroline Garcia Zhou Yimiao            | Ekaterina Ivanova Qiang Wang Sun Shengnan Zhang Shuai                        |
| 9 gennaio  | Ace Sports Group Tennis Classic 2012 Innisbrook, USA Terra rossa $25,000 Singolare – Doppio                                                         | Grace Min 2–6, 6–2, 6–4                                      | Gail Brodsky                          | Lauren Davis Lauren Embree             | Jessica Pegula Laura Thorpe Iryna Burjačok Gabriela Paz                      |
| 9 gennaio  | Ace Sports Group Tennis Classic 2012 Innisbrook, USA Terra rossa $25,000 Singolare – Doppio                                                         | Dar'ja Kustova Ioana Raluca Olaru 6–3, 6–1                   | Gioia Barbieri Nadejda Guskova        | Lauren Davis Lauren Embree             | Jessica Pegula Laura Thorpe Iryna Burjačok Gabriela Paz                      |
| 9 gennaio  | Open Féminin de tennis de l'Ile de Saint-Martin 2012 Saint Martin, Guadalupa Cemento $10,000 Singolare – Doppio                                     | Yasmin Schnack 6(4)–7, 6–2, 6–1                              | Amandine Hesse                        | Pauline Payet Manon Arcangioli         | Sherazad Benamar Eleanor Peters Margarita Lazareva Keren Shlomo              |
| 9 gennaio  | Open Féminin de tennis de l'Ile de Saint-Martin 2012 Saint Martin, Guadalupa Cemento $10,000 Singolare – Doppio                                     | Sherazad Benamar Brandy Mina 6–4, 6–4                        | Marion Gaud Amandine Hesse            | Pauline Payet Manon Arcangioli         | Sherazad Benamar Eleanor Peters Margarita Lazareva Keren Shlomo              |
| 9 gennaio  | AEGON Pro Series Glasgow 2012 Glasgow, Gran Bretagna Cemento $10,000 Singolare – Doppio                                                             | Alison van Uytvanck 6–3, 6–0                                 | Francesca Stephenson                  | Julie Coin Anna Fitzpatrick            | Lisa Whybourn Quirine Lemoine Samantha Murray Myrtille Georges               |
| 9 gennaio  | AEGON Pro Series Glasgow 2012 Glasgow, Gran Bretagna Cemento $10,000 Singolare – Doppio                                                             | Anna Fitzpatrick Samantha Murray 6–2, 6–3                    | Alexandra Walker Lisa Whybourn        | Julie Coin Anna Fitzpatrick            | Lisa Whybourn Quirine Lemoine Samantha Murray Myrtille Georges               |
| 9 gennaio  | ITF Women's Circuit Pingguo 2012 Pingguo, Cina Cemento $25,000 Singolare – Doppio                                                                   | Zhao Yijing 6–2, 6–4                                         | Erika Takao                           | Luksika Kumkhum Chan Chin-wei          | Hu Yueyue Zhang Kailin Qiang Wang Nigina Abduraimova                         |
| 9 gennaio  | ITF Women's Circuit Pingguo 2012 Pingguo, Cina Cemento $25,000 Singolare – Doppio                                                                   | Kao Shao-yuan Zhao Yijing 3–6, 7–6(3), [10–7]                | Liang Chen Tian Ran                   | Luksika Kumkhum Chan Chin-wei          | Hu Yueyue Zhang Kailin Qiang Wang Nigina Abduraimova                         |
| 9 gennaio  | GD Tennis Academy 2012 Adalia-Kaya Belek, Turchia Terra rossa $10,000 Singolare – Doppio                                                            | Sofia Kvatsabaia 6–0, 6–2                                    | Evgenija Paškova                      | Dunja Šunkić Anastasia Frolova         | Diana Marcu Tena Lukas Hülya Esen Agni Stefanou                              |
| 9 gennaio  | GD Tennis Academy 2012 Adalia-Kaya Belek, Turchia Terra rossa $10,000 Singolare – Doppio                                                            | Anastasia Frolova Evgenija Paškova 6–4, 7–6(2)               | Patricia Chirea Patricia Maria Țig    | Dunja Šunkić Anastasia Frolova         | Diana Marcu Tena Lukas Hülya Esen Agni Stefanou                              |
| 16 gennaio | Plantation Open 2012 Plantation, USA Terra verde $25,000 Singolare – Doppio                                                                         | Lauren Davis 6–4, 6–1                                        | Gail Brodsky                          | Ahsha Rolle Johanna Konta              | Marie-Ève Pelletier Elizaveta Jančuk Heidi El Tabakh Alexandra Stevenson     |
| 16 gennaio | Plantation Open 2012 Plantation, USA Terra verde $25,000 Singolare – Doppio                                                                         | Catalina Castaño Laura Thorpe 6–4, 6–2                       | Jessica Pegula Ahsha Rolle            | Ahsha Rolle Johanna Konta              | Marie-Ève Pelletier Elizaveta Jančuk Heidi El Tabakh Alexandra Stevenson     |
| 16 gennaio | Open de la ville de Gosier 2012 Le Gosier, Guadalupa Cemento $10,000 Singolare – Doppio                                                             | Amandine Hesse 7–5, 6–1                                      | Pauline Payet                         | Yasmin Schnack Keren Shlomo            | Manon Arcangioli Jelena Durišić Clothilde de Bernardi Eleanor Peters         |
| 16 gennaio | Open de la ville de Gosier 2012 Le Gosier, Guadalupa Cemento $10,000 Singolare – Doppio                                                             | Whitney Jones Yasmin Schnack 2–6, 6–4, [16–14]               | Margarita Lazareva Keren Shlomo       | Yasmin Schnack Keren Shlomo            | Manon Arcangioli Jelena Durišić Clothilde de Bernardi Eleanor Peters         |
| 16 gennaio | Internationaler Württembergische Hallenmeisterschaften um den Südwestbank-Cup 2012 Stoccarda-Stammheim, Germania Cemento $10,000 Singolare – Doppio | Tereza Smitková 6–4, 7–6(4)                                  | Maryna Zanevs'ka                      | Alexandra Artamonova Lesley Kerkhove   | Franziska Etzel Tereza Martincová Denisa Allertová Ysaline Bonaventure       |
| 16 gennaio | Internationaler Württembergische Hallenmeisterschaften um den Südwestbank-Cup 2012 Stoccarda-Stammheim, Germania Cemento $10,000 Singolare – Doppio | Paula Kania Ksenija Lykina 6–4, 6–3                          | Ljudmyla Kičenok Nadežda Kičenok      | Alexandra Artamonova Lesley Kerkhove   | Franziska Etzel Tereza Martincová Denisa Allertová Ysaline Bonaventure       |
| 16 gennaio | Coimbra University Ladies Open 2012 Coimbra, Portogallo Cemento $10,000 Singolare – Doppio                                                          | Ulyana Ayzatulina 7–5, 6–1                                   | Caitlin Whoriskey                     | Olga Sáez Larra Magdalena Kiszczyńska  | Ulrikke Eikeri Arabela Fernández Rabener Matilda Hamlin Alix Collombon       |
| 16 gennaio | Coimbra University Ladies Open 2012 Coimbra, Portogallo Cemento $10,000 Singolare – Doppio                                                          | Lucia Butkovská Ulrikke Eikeri 6–3, 6–1                      | Beatrice Cedermark Matilda Hamlin     | Olga Sáez Larra Magdalena Kiszczyńska  | Ulrikke Eikeri Arabela Fernández Rabener Matilda Hamlin Alix Collombon       |
| 16 gennaio | AEGON Pro Series Sutton 2012 Sutton, Gran Bretagna Cemento $10,000 Singolare – Doppio                                                               | Richèl Hogenkamp 6–3, 6–2                                    | Amy Bowtell                           | Myrtille Georges Lisa Whybourn         | Klára Kopřivová Harriet Dart Elixane Lechemia Tara Moore                     |
| 16 gennaio | AEGON Pro Series Sutton 2012 Sutton, Gran Bretagna Cemento $10,000 Singolare – Doppio                                                               | Amy Bowtell Quirine Lemoine 7–6(5), 6–3                      | Elixane Lechemia Irina Ramialison     | Myrtille Georges Lisa Whybourn         | Klára Kopřivová Harriet Dart Elixane Lechemia Tara Moore                     |
| 16 gennaio | GD Tennis Academy 2 2012 Adalia-Kaya Belek, Turchia Terra rossa $10,000 Singolare – Doppio                                                          | Sofia Kvatsabaia 7–6(4), 6–1                                 | Marina Giral Lores                    | Evgenija Paškova Liana Ungur           | Anastasia Frolova Ekaterina Jašina Alexandra Damaschin Gracia Radovanovic    |
| 16 gennaio | GD Tennis Academy 2 2012 Adalia-Kaya Belek, Turchia Terra rossa $10,000 Singolare – Doppio                                                          | Cristina Dinu Andreea Mitu 7–6(3), 6–2                       | Diana Marcu Liana Ungur               | Evgenija Paškova Liana Ungur           | Anastasia Frolova Ekaterina Jašina Alexandra Damaschin Gracia Radovanovic    |
| 23 gennaio | Open GDF SUEZ 42 2012 Andrézieux-Bouthéon, Francia Cemento $25,000 Singolare – Doppio                                                               | Kristýna Plíšková 6–2, 6–2                                   | Anna Remondina                        | Karin Knapp Vesna Dolonc               | Kristina Barrois Lara Arruabarrena-Vecino Karolína Plíšková Michaela Hončová |
| 23 gennaio | Open GDF SUEZ 42 2012 Andrézieux-Bouthéon, Francia Cemento $25,000 Singolare – Doppio                                                               | Karolína Plíšková Kristýna Plíšková 6–4, 4–6, [10–5]         | Julie Coin Eva Hrdinová               | Karin Knapp Vesna Dolonc               | Kristina Barrois Lara Arruabarrena-Vecino Karolína Plíšková Michaela Hončová |
| 23 gennaio | Coimbra University Ladies Open 2 2012 Coimbra, Portogallo Hard $10,000 Singolare – Doppio                                                           | Ulrikke Eikeri 2–6, 7–5, 6–3                                 | Justyna Jegiołka                      | Nicole Clerico Estelle Guisard         | Nikola Horáková Margarida Moura Amandine Cazeaux Magdalena Kiszczyńska       |
| 23 gennaio | Coimbra University Ladies Open 2 2012 Coimbra, Portogallo Hard $10,000 Singolare – Doppio                                                           | Lucia Butkovská Ulrikke Eikeri 6–3, 6–0                      | Martina Caciotti Nicole Clerico       | Nicole Clerico Estelle Guisard         | Nikola Horáková Margarida Moura Amandine Cazeaux Magdalena Kiszczyńska       |
| 23 gennaio | Segro International 2012 Kaarst, Germania Sintetico $10,000 Singolare – Doppio                                                                      | Dinah Pfizenmaier 6–4, 6–4                                   | Alison van Uytvanck                   | Laura Siegemund Jana Nabel             | Alexandra Artamonova Anna-Lena Friedsam Anja Prislan Margarita Gasparjan     |
| 23 gennaio | Segro International 2012 Kaarst, Germania Sintetico $10,000 Singolare – Doppio                                                                      | Margarita Gasparjan Alexandra Artamonova 6(6)–7, 6–2, [10–8] | Anna Smolina Marina Mel'nikova        | Laura Siegemund Jana Nabel             | Alexandra Artamonova Anna-Lena Friedsam Anja Prislan Margarita Gasparjan     |
| 23 gennaio | Torneo Mallorca I 2012 Maiorca, Spagna Terra rossa $10,000 Singolare – Doppio                                                                       | Anastasia Grymalska 6–1, 6–4                                 | Barbara Sobaszkiewicz                 | Pilar Domínguez-López Jasmin Steinherr | Anastasia Vdovenco Ivonne Cavallé-Reimers Sofia Kvatsabaia Anne Schäfer      |
| 23 gennaio | Torneo Mallorca I 2012 Maiorca, Spagna Terra rossa $10,000 Singolare – Doppio                                                                       | Anastasia Grymalska Barbara Sobaszkiewicz 7–6(2),2–6, [10–7] | Simona Dobrá Lucie Kriegsmannová      | Pilar Domínguez-López Jasmin Steinherr | Anastasia Vdovenco Ivonne Cavallé-Reimers Sofia Kvatsabaia Anne Schäfer      |
| 23 gennaio | GD Tennis Academy 3 2012 Adalia-Kaya Belek, Turchia Terra rossa $10,000 Singolare – Doppio                                                          | Cristina Dinu 7–5, 6–3                                       | Liana Ungur                           | Ksenija Milevskaja Marianna Zakarlyuk  | Tena Lukas Başak Eraydın Andreea Mitu Ilona Kramen'                          |
| 23 gennaio | GD Tennis Academy 3 2012 Adalia-Kaya Belek, Turchia Terra rossa $10,000 Singolare – Doppio                                                          | Cristina Dinu Andreea Mitu Walkover                          | Yumi Nakano Ekaterina Jašina          | Ksenija Milevskaja Marianna Zakarlyuk  | Tena Lukas Başak Eraydın Andreea Mitu Ilona Kramen'                          |
| 30 gennaio | Open GDF Suez De L'Isere 2012 Grenoble, Francia Cemento $25,000 Singolare – Doppio                                                                  | Karolína Plíšková 7–6(11), 7–6(6)                            | Kristýna Plíšková                     | Maryna Zanevs'ka Sandra Záhlavová      | Julie Coin Tatjana Maria Naomi Broady Valentina Ivachnenko                   |
| 30 gennaio | Open GDF Suez De L'Isere 2012 Grenoble, Francia Cemento $25,000 Singolare – Doppio                                                                  | Karolína Plíšková Kristýna Plíšková 6–1, 6–3                 | Valentina Ivachnenko Maryna Zanevs'ka | Maryna Zanevs'ka Sandra Záhlavová      | Julie Coin Tatjana Maria Naomi Broady Valentina Ivachnenko                   |
| 30 gennaio | AEGON Pro Series Sunderland 2012 Sunderland, Gran Bretagna Cemento $25,000 Singolare – Doppio                                                       | Sarah Gronert 3–6, 6–2, 6–3                                  | Annika Beck                           | Tetjana Arefyeva Ana Vrljić            | Diāna Marcinkēviča Francesca Stephenson Irena Pavlović Michaela Hončová      |
| 30 gennaio | AEGON Pro Series Sunderland 2012 Sunderland, Gran Bretagna Cemento $25,000 Singolare – Doppio                                                       | Justyna Jegiołka Diāna Marcinkēviča 6–4, 2–6, [10–6]         | Martina Caciotti Anastasia Grymalska  | Tetjana Arefyeva Ana Vrljić            | Diāna Marcinkēviča Francesca Stephenson Irena Pavlović Michaela Hončová      |
| 30 gennaio | Del Mar Financial Partners Inc. Open 2012 Rancho Santa Fe, USA Cemento $25,000 Singolare – Doppio                                                   | Julia Boserup 6–0, 6–3                                       | Lauren Davis                          | Krista Hardebeck Alexa Glatch          | Jing-Jing Lu Maria Sanchez Heidi El Tabakh Madison Brengle                   |
| 30 gennaio | Del Mar Financial Partners Inc. Open 2012 Rancho Santa Fe, USA Cemento $25,000 Singolare – Doppio                                                   | Maria Sanchez Yasmin Schnack 7–6(4), 4–6, [10–8]             | Iryna Burjačok Elizaveta Jančuk       | Krista Hardebeck Alexa Glatch          | Jing-Jing Lu Maria Sanchez Heidi El Tabakh Madison Brengle                   |
| 30 gennaio | Torneo Mallorca II 2012 Maiorca, Spagna Terra rossa $10,000 Singolare – Doppio                                                                      | Sofia Kvatsabaia 6–2, 6–3                                    | Ivonne Cavallé-Reimers                | Valeria Prosperi Pilar Domínguez-López | Anne Schäfer Dar'ja Sal'nikova Jana Jandová Olga Sáez Larra                  |
| 30 gennaio | Torneo Mallorca II 2012 Maiorca, Spagna Terra rossa $10,000 Singolare – Doppio                                                                      | Ivonne Cavallé-Reimers Lucía Cervera-Vázquez 7–5, 6–4        | Alice Balducci Anne Schäfer           | Valeria Prosperi Pilar Domínguez-López | Anne Schäfer Dar'ja Sal'nikova Jana Jandová Olga Sáez Larra                  |
| 30 gennaio | McDonald's Burnie International 2012 Burnie, Australia Cemento $25,000 Singolare – Doppio                                                           | Irina Chromačëva 6–3, 6–3                                    | Olivia Rogowska                       | Yurika Sema Bojana Bobusic             | Arina Rodionova Eugenie Bouchard Monique Adamczak Shūko Aoyama               |
| 30 gennaio | McDonald's Burnie International 2012 Burnie, Australia Cemento $25,000 Singolare – Doppio                                                           | Arina Rodionova Melanie South 6–2, 6–2                       | Stephanie Bengson Tyra Calderwood     | Yurika Sema Bojana Bobusic             | Arina Rodionova Eugenie Bouchard Monique Adamczak Shūko Aoyama               |
| 30 gennaio | GD Tennis Academy 4 2012 Adalia-Kaya Belek, Turchia Terra rossa $10,000 Singolare – Doppio                                                          | Daniëlle Harmsen 6–3, 6–4                                    | Martina di Giuseppe                   | Ksenija Milevskaja Diana Enache        | Chihiro Nunome Vladyslava Zanosiyenko Saška Gavrilovska Yelena Nemchen       |
| 30 gennaio | GD Tennis Academy 4 2012 Adalia-Kaya Belek, Turchia Terra rossa $10,000 Singolare – Doppio                                                          | Diana Enache Daniëlle Harmsen 6–0, 1–6, [10–6]               | Ilona Kramen' Emi Mutaguchi           | Ksenija Milevskaja Diana Enache        | Chihiro Nunome Vladyslava Zanosiyenko Saška Gavrilovska Yelena Nemchen       |

## Febbraio
| Settimana   | Torneo | Vincitori                                                | Finalisti                                     | Semifinalisti                                | Eliminati ai quarti                                                         |
| ----------- | --- | -------------------------------------------------------- | --------------------------------------------- | -------------------------------------------- | --------------------------------------------------------------------------- |
| 6 febbraio  | GD Tennis Academy 5 2012 Adalia-Kaya Belek, Turchia Terra rossa $10,000 Singolare – Doppio                           | Cristina Dinu 6–1, 6–1                                   | Diana Enache                                  | Eri Hozumi Marina Šamajko                    | Nathalie Piquion Natalija Kostić Mari Tanaka Daniëlle Harmsen               |
| 6 febbraio  | GD Tennis Academy 5 2012 Adalia-Kaya Belek, Turchia Terra rossa $10,000 Singolare – Doppio                           | Diana Enache Daniëlle Harmsen 7–6(5), 6–1                | Seda Arantekin Hülya Esen                     | Eri Hozumi Marina Šamajko                    | Nathalie Piquion Natalija Kostić Mari Tanaka Daniëlle Harmsen               |
| 6 febbraio  | La Gouna Vista Beach Women's 2012 Sharm El Sheikh, Egitto Cemento $10,000 Singolare – Doppio                         | Chan Wing-yau 7–5, 1–6, 6–1                              | Lynn Schonhage                                | Barbara Haas Aminat Kushkhova                | Rocío de la Torre-Sánchez Polina Lejkina Indire Akiki Julija Samuseva       |
| 6 febbraio  | La Gouna Vista Beach Women's 2012 Sharm El Sheikh, Egitto Cemento $10,000 Singolare – Doppio                         | Natela Dzalamidze Khristina Kazimova 6–4, 7–5            | Rocío de la Torre-Sánchez Christina Shakovets | Barbara Haas Aminat Kushkhova                | Rocío de la Torre-Sánchez Polina Lejkina Indire Akiki Julija Samuseva       |
| 6 febbraio  | Vale do Lobo Ladies Open 2012 Vale do Lobo, Portogallo Cemento $10,000 Singolare – Doppio                            | Estelle Guisard 6–2, 6–1                                 | Hiroko Kuwata                                 | Charlène Seateun Tereza Malíková             | Alice Savoretti Justine Ozga Morgane Pons Ai Koga                           |
| 6 febbraio  | Vale do Lobo Ladies Open 2012 Vale do Lobo, Portogallo Cemento $10,000 Singolare – Doppio                            | Nikola Horáková Tereza Malíková 6–2, 6–2                 | Rosalia Alda Ekaterina Tour                   | Charlène Seateun Tereza Malíková             | Alice Savoretti Justine Ozga Morgane Pons Ai Koga                           |
| 6 febbraio  | Dow Corning Tennis Classic 2012 Midland, Stati Uniti Cemento $100,000 Singolare - Doppio                             | Ol'ga Govorcova 6–3, 6(8)–7, 7–6(5)                      | Magdaléna Rybáriková                          | Jamie Hampton Evgenija Rodina                | Lucie Hradecká Anna Tatišvili Madison Brengle Gail Brodsky                  |
| 6 febbraio  | Dow Corning Tennis Classic 2012 Midland, Stati Uniti Cemento $100,000 Singolare - Doppio                             | Andrea Hlaváčková Lucie Hradecká 7–6(4), 6–2             | Vesna Dolonc Stéphanie Foretz Gacon           | Jamie Hampton Evgenija Rodina                | Lucie Hradecká Anna Tatišvili Madison Brengle Gail Brodsky                  |
| 6 febbraio  | Copa Bionaire 2012 Cali, Colombia Terra rossa $100,000+H Singolare - Doppio                                          | Alexandra Dulgheru 6–3, 1–6, 6–3                         | Mandy Minella                                 | Sesil Karatančeva Lourdes Domínguez Lino     | Julia Cohen Kathrin Wörle Aleksandra Panova Alexandra Cadanțu               |
| 6 febbraio  | Copa Bionaire 2012 Cali, Colombia Terra rossa $100,000+H Singolare - Doppio                                          | Karin Knapp Mandy Minella 6–4, 6–3                       | Alexandra Cadanțu Ioana Raluca Olaru          | Sesil Karatančeva Lourdes Domínguez Lino     | Julia Cohen Kathrin Wörle Aleksandra Panova Alexandra Cadanțu               |
| 6 febbraio  | Women's Childhelp Desert Classic 2012 Rancho Mirage, Stati Uniti Cemento $25,000 Singolare – Doppio                  | Johanna Konta 6–0, 6–4                                   | Lenka Wienerová                               | Amanda Fink Valerija Solov'ëva               | Claire Feuerstein Zuzana Zlochová Lauren Davis Alexandra Kiick              |
| 6 febbraio  | Women's Childhelp Desert Classic 2012 Rancho Mirage, Stati Uniti Cemento $25,000 Singolare – Doppio                  | Ekaterine Gorgodze Sofia Shapatava 6–2, 3–6, [10–6]      | Valerija Solov'ëva Lenka Wienerová            | Amanda Fink Valerija Solov'ëva               | Claire Feuerstein Zuzana Zlochová Lauren Davis Alexandra Kiick              |
| 6 febbraio  | Launceston Tennis International 2012 Launceston, Australia Cemento $25,000 Singolare – Doppio                        | Julija Putinceva 6–1, 6–3                                | Lesley Kerkhove                               | Anna Schmiedlová Richèl Hogenkamp            | Olivia Rogowska Han Xinyun Akiko Ōmae Viktorija Rajicic                     |
| 6 febbraio  | Launceston Tennis International 2012 Launceston, Australia Cemento $25,000 Singolare – Doppio                        | Shūko Aoyama Kotomi Takahata 6–4, 6–4                    | Hsieh Shu-ying Zheng Saisai                   | Anna Schmiedlová Richèl Hogenkamp            | Olivia Rogowska Han Xinyun Akiko Ōmae Viktorija Rajicic                     |
| 6 febbraio  | ITF Women's Circuit Riviera De Sao Lourenco 2012 Riviera de São Lourenço, Brasile Cemento $25,000 Singolare – Doppio | Roxane Vaisemberg 6–1, 6–1                               | Bianca Botto                                  | Florencia Molinero Verónica Cepede Royg      | Mailen Auroux María Irigoyen Marie-Ève Pelletier Carla Forte                |
| 6 febbraio  | ITF Women's Circuit Riviera De Sao Lourenco 2012 Riviera de São Lourenço, Brasile Cemento $25,000 Singolare – Doppio | Mailen Auroux María Irigoyen 6–3, 6–1                    | Verónica Cepede Royg Florencia Molinero       | Florencia Molinero Verónica Cepede Royg      | Mailen Auroux María Irigoyen Marie-Ève Pelletier Carla Forte                |
| 13 febbraio | GD Tennis Academy 6 2012 Adalia-Kaya Belek, Turchia Terra rossa $10,000 Singolare – Doppio                           | Julija Bejhel'zymer 7–5, 7–5                             | Liana Ungur                                   | Lee Hua-chen Eri Hozumi                      | Ivonne Cavallé-Reimers Martina Caregaro Natalija Kostić Natasha Fourouclas  |
| 13 febbraio | GD Tennis Academy 6 2012 Adalia-Kaya Belek, Turchia Terra rossa $10,000 Singolare – Doppio                           | Yang Zhaoxuan Zhang Kailin 7–6(6), 5–7, [10–8]           | Li Yihong Tang Hao Chen                       | Lee Hua-chen Eri Hozumi                      | Ivonne Cavallé-Reimers Martina Caregaro Natalija Kostić Natasha Fourouclas  |
| 13 febbraio | Internationaler Badische Meisterschaften der Damen 2012 Leimen, Germania Cemento $10,000 Singolare – Doppio          | Melanie Klaffner 2–6, 7–6(5), 6–1                        | Tereza Smitková                               | Anna Zaja Tereza Martincová                  | Barbora Krejčíková Anna-Lena Friedsam Belinda Bencic Amandine Hesse         |
| 13 febbraio | Internationaler Badische Meisterschaften der Damen 2012 Leimen, Germania Cemento $10,000 Singolare – Doppio          | Anna-Lena Friedsam Julia Kimmelmann 6–1, 7–6(4)          | Elyne Boeykens Jana Nabel                     | Anna Zaja Tereza Martincová                  | Barbora Krejčíková Anna-Lena Friedsam Belinda Bencic Amandine Hesse         |
| 13 febbraio | Linköping Ladies 2012 Linköping, Svezia Cemento $10,000 Singolare – Doppio                                           | Marta Sirotkina 6–1, 6–3                                 | Milana Špremo                                 | Hilda Melander Angelica Moratelli            | Tess Sugnaux Beatrice Cedermark Jacqueline Cabaj Awad Emma Flood            |
| 13 febbraio | Linköping Ladies 2012 Linköping, Svezia Cemento $10,000 Singolare – Doppio                                           | Dejana Raickovic Alina Wessel 1–6, 6–3, [10–8]           | Margarita Lazareva Marta Sirotkina            | Hilda Melander Angelica Moratelli            | Tess Sugnaux Beatrice Cedermark Jacqueline Cabaj Awad Emma Flood            |
| 13 febbraio | Portimao Tivoli Ladies Open 2012 Portimão, Portogallo Cemento $10,000 Singolare – Doppio                             | Justine Ozga 4–6, 6–1, 6–1                               | Elena Bovina                                  | Lucía Cervera-Vázquez Nuria Parrizas Díaz    | Silvia García Jiménez Arabela Fernández Rabener Désirée Bastianon Ai Koga   |
| 13 febbraio | Portimao Tivoli Ladies Open 2012 Portimão, Portogallo Cemento $10,000 Singolare – Doppio                             | Nikola Horáková Tereza Malíková 6–3, 2–6, [10–5]         | Anja Prislan Lisanne van Riet                 | Lucía Cervera-Vázquez Nuria Parrizas Díaz    | Silvia García Jiménez Arabela Fernández Rabener Désirée Bastianon Ai Koga   |
| 13 febbraio | La Gouna Vista Beach Women's 2 2012 Sharm El Sheikh, Egitto Cemento $10,000 Singolare – Doppio                       | Natela Dzalamidze 6–3, 6(3)–7, 6–0                       | Barbara Haas                                  | Chan Wing-yau Aminat Kushkhova               | Rocío de la Torre-Sánchez Lara Michel Jasmin Steinherr Ksenia Kirillova     |
| 13 febbraio | La Gouna Vista Beach Women's 2 2012 Sharm El Sheikh, Egitto Cemento $10,000 Singolare – Doppio                       | Indire Akiki Anastasia Kharchenko 6–3, 6–3               | Natela Dzalamidze Khristina Kazimova          | Chan Wing-yau Aminat Kushkhova               | Rocío de la Torre-Sánchez Lara Michel Jasmin Steinherr Ksenia Kirillova     |
| 13 febbraio | SEB Tallink Open V Tallinn, Estonia Cemento $10,000 Singolare – Doppio                                               | Amy Bowtell 7–6(5), 6–4                                  | Polina Vinogradova                            | Petra Krejsová Indy de Vroome                | Katarzyna Piter Darya Lebesheva Daria Mironova Lou Brouleau                 |
| 13 febbraio | SEB Tallink Open V Tallinn, Estonia Cemento $10,000 Singolare – Doppio                                               | Lucia Butkovská Eva Wacanno 6–4, 7–6(7)                  | Darya Lebesheva Julia Valetova                | Petra Krejsová Indy de Vroome                | Katarzyna Piter Darya Lebesheva Daria Mironova Lou Brouleau                 |
| 13 febbraio | Morocco Tennis Tour 2012 Rabat, Marocco Terra rossa $25,000 Singolare – Doppio                                       | Jasmina Tinjić 7–6(4), 2–6, 7–5                          | Kirsten Flipkens                              | Anastasia Grymalska Jana Čepelová            | Carolina Pillot María-Teresa Torró-Flor Ilona Kramen' Elica Kostova         |
| 13 febbraio | Morocco Tennis Tour 2012 Rabat, Marocco Terra rossa $25,000 Singolare – Doppio                                       | Jana Čepelová Réka-Luca Jani 6(4)–7, 6–1, [10–4]         | Anastasia Grymalska Ilona Kramen'             | Anastasia Grymalska Jana Čepelová            | Carolina Pillot María-Teresa Torró-Flor Ilona Kramen' Elica Kostova         |
| 13 febbraio | City Of Surprise Women's Open 2012 Surprise, Stati Uniti Cemento $25,000 Singolare – Doppio                          | Michelle Larcher de Brito 6–1, 6–3                       | Claire Feuerstein                             | Maria Sanchez Heidi El Tabakh                | Ol'ga Alekseevna Pučkova Andrea Hlaváčková Grace Min Stéphanie Foretz Gacon |
| 13 febbraio | City Of Surprise Women's Open 2012 Surprise, Stati Uniti Cemento $25,000 Singolare – Doppio                          | Maria Sanchez Yasmin Schnack 6–4, 6–3                    | Mihaela Buzărnescu Valerija Solov'ëva         | Maria Sanchez Heidi El Tabakh                | Ol'ga Alekseevna Pučkova Andrea Hlaváčková Grace Min Stéphanie Foretz Gacon |
| 13 febbraio | Homebush Women's International at Sydney Olympic Park 2012 Sydney, Australia Cemento $25,000 Singolare – Doppio      | Ashleigh Barty 6–1, 6–3                                  | Olivia Rogowska                               | Sandra Zaniewska Richèl Hogenkamp            | Risa Ozaki Aiko Nakamura Nicola Geuer Zheng Saisai                          |
| 13 febbraio | Homebush Women's International at Sydney Olympic Park 2012 Sydney, Australia Cemento $25,000 Singolare – Doppio      | Arina Rodionova Melanie South 3–6, 6–3, [10–8]           | Duan Yingying Han Xinyun                      | Sandra Zaniewska Richèl Hogenkamp            | Risa Ozaki Aiko Nakamura Nicola Geuer Zheng Saisai                          |
| 20 febbraio | GD Tennis Academy 7 2012 Adalia-Kaya Belek, Turchia Terra rossa $10,000 Singolare – Doppio                           | Andreea Mitu 6–3, 6–0                                    | Mana Ayukawa                                  | Julija Bejhel'zymer Tian Ran                 | Martina Caregaro Alice Balducci Ivonne Cavallé-Reimers Liana Ungur          |
| 20 febbraio | GD Tennis Academy 7 2012 Adalia-Kaya Belek, Turchia Terra rossa $10,000 Singolare – Doppio                           | Julija Bejhel'zymer Ksenija Milevskaja 6–3, 7–6(4)       | Lee Hua-chen Lee Pei-chi                      | Julija Bejhel'zymer Tian Ran                 | Martina Caregaro Alice Balducci Ivonne Cavallé-Reimers Liana Ungur          |
| 20 febbraio | ITF Women's Circuit Helsingborg 2012 Helsingborg, Svezia Sintetico $10,000 Singolare – Doppio                        | Quirine Lemoine 6–4, 6–4                                 | Eva Hrdinová                                  | Karina Isayan Nikola Vajdová                 | Darya Shulzhanok Amy Bowtell Hilda Melander Evelina Virtanen                |
| 20 febbraio | ITF Women's Circuit Helsingborg 2012 Helsingborg, Svezia Sintetico $10,000 Singolare – Doppio                        | Amy Bowtell Quirine Lemoine 6–3, 6–4                     | Matilda Hamlin Valeria Osadchenko             | Karina Isayan Nikola Vajdová                 | Darya Shulzhanok Amy Bowtell Hilda Melander Evelina Virtanen                |
| 20 febbraio | Open GDF SUEZ de la Ville de Macon 2012 Mâcon, Francia Cemento $10,000 Singolare – Doppio                            | Maryna Zanevs'ka 6–1, 6–2                                | Ema Mikulčić                                  | Anastasіja Vasyl'jeva Giulia Gatto-Monticone | Julie Coin Irina Ramialison Céline Ghesquière Myrtille Georges              |
| 20 febbraio | Open GDF SUEZ de la Ville de Macon 2012 Mâcon, Francia Cemento $10,000 Singolare – Doppio                            | Giulia Gatto-Monticone Michaela Hončová 6–4, 1–6, [10–5] | Kim Kilsdonk Nicolette van Uitert             | Anastasіja Vasyl'jeva Giulia Gatto-Monticone | Julie Coin Irina Ramialison Céline Ghesquière Myrtille Georges              |
| 20 febbraio | La Gouna Vista Beach Women's 3 2012 Sharm El Sheikh, Egitto Cemento $10,000 Singolare – Doppio                       | Ksenia Kirillova 7–5, 6–4                                | Natela Dzalamidze                             | Jasmin Steinherr Elena-Theodora Cadar        | Rocío de la Torre-Sánchez Chan Wing-yau Aminat Kushkhova Janina Toljan      |
| 20 febbraio | La Gouna Vista Beach Women's 3 2012 Sharm El Sheikh, Egitto Cemento $10,000 Singolare – Doppio                       | Natela Dzalamidze Khristina Kazimova 6–0, 7–6(4)         | Sofia Dmitrieva Polina Lejkina                | Jasmin Steinherr Elena-Theodora Cadar        | Rocío de la Torre-Sánchez Chan Wing-yau Aminat Kushkhova Janina Toljan      |
| 20 febbraio | SEB Tallink Open VI Tallinn, Estonia Cemento $10,000 Singolare – Doppio                                              | Anett Kontaveit 7–5, 6–4                                 | Katarzyna Piter                               | Aljaksandra Sasnovič Eva Wacanno             | Anna Zaja Polina Vinogradova Daria Mironova Viktorija Golubic               |
| 20 febbraio | SEB Tallink Open VI Tallinn, Estonia Cemento $10,000 Singolare – Doppio                                              | Lou Brouleau Aljaksandra Sasnovič 6–3, 6–2               | Ol'ga Kaljužnaja Jaimy-Gayle van de Wal       | Aljaksandra Sasnovič Eva Wacanno             | Anna Zaja Polina Vinogradova Daria Mironova Viktorija Golubic               |
| 20 febbraio | Winter Moscow Open 2012 Mosca, Russia Cemento $25,000 Singolare – Doppio                                             | Annika Beck 6–1, 7–5                                     | Kirsten Flipkens                              | Dar'ja Gavrilova Ekaterina Byčkova           | Dinah Pfizenmaier Kateryna Kozlova Çağla Büyükakçay Marta Sirotkina         |
| 20 febbraio | Winter Moscow Open 2012 Mosca, Russia Cemento $25,000 Singolare – Doppio                                             | Oksana Kalašnikova Marta Sirotkina 7–6(2), 4–6, [11–9]   | Tatiana Kotelnikova Lіdzіja Marozava          | Dar'ja Gavrilova Ekaterina Byčkova           | Dinah Pfizenmaier Kateryna Kozlova Çağla Büyükakçay Marta Sirotkina         |
| 20 febbraio | Mildura Grand Tennis International 2012 Mildura, Australia Cemento $25,000 Singolare – Doppio                        | Ashleigh Barty 6–1, 7–6(8)                               | Viktorija Rajicic                             | Arina Rodionova Han Xinyun                   | Sally Peers Ksenija Lykina Lesley Kerkhove Monique Adamczak                 |
| 20 febbraio | Mildura Grand Tennis International 2012 Mildura, Australia Cemento $25,000 Singolare – Doppio                        | Mervana Jugić-Salkić Ksenija Lykina 5–7, 7–5, [10–7]     | Stephanie Bengson Tyra Calderwood             | Arina Rodionova Han Xinyun                   | Sally Peers Ksenija Lykina Lesley Kerkhove Monique Adamczak                 |
| 27 febbraio | GD Tennis Academy 8 2012 Adalia-Kaya Belek, Turchia Terra rossa $10,000 Singolare – Doppio                           | Ana Savić 6–3, 6–4                                       | Gioia Barbieri                                | Andreea Mitu Andrea Gámiz                    | Carolina Pillot Marianna Zakarlyuk Claudia Giovine Ksenija Milevskaja       |
| 27 febbraio | GD Tennis Academy 8 2012 Adalia-Kaya Belek, Turchia Terra rossa $10,000 Singolare – Doppio                           | Claudia Giovine Anne Schäfer 6–3, 3–6, [10–7]            | Sanaz Marand Nicola Slater                    | Andreea Mitu Andrea Gámiz                    | Carolina Pillot Marianna Zakarlyuk Claudia Giovine Ksenija Milevskaja       |
| 27 febbraio | Open GDF SUEZ Bron-Parilly 2012 Bron, Francia Cemento $10,000 Singolare – Doppio                                     | Maryna Zanevs'ka 5–7, 7–6(2), 6–3                        | Anastasіja Vasyl'jeva                         | Océane Dodin Myrtille Georges                | Gaëlle Desperrier Diāna Marcinkēviča Amandine Hesse Fiona Ferro             |
| 27 febbraio | Open GDF SUEZ Bron-Parilly 2012 Bron, Francia Cemento $10,000 Singolare – Doppio                                     | Diāna Marcinkēviča Despina Papamichail 7–5, 7–5          | Justine Ozga Isabella Šinikova                | Océane Dodin Myrtille Georges                | Gaëlle Desperrier Diāna Marcinkēviča Amandine Hesse Fiona Ferro             |
| 27 febbraio | Configure Express Pro 2012 Wellington, Nuova Zelanda Cemento $25,000 Singolare – Doppio                              | Duan Yingying 6–1, 6–4                                   | Sandra Zaniewska                              | Chanel Simmonds Hu Yueyue                    | Han Sung-hee Risa Ozaki Nicola Geuer Makoto Ninomiya                        |
| 27 febbraio | Configure Express Pro 2012 Wellington, Nuova Zelanda Cemento $25,000 Singolare – Doppio                              | Anna Fitzpatrick Chanel Simmonds 6–3, 6–4                | Han Sung-hee Yurina Koshino                   | Chanel Simmonds Hu Yueyue                    | Han Sung-hee Risa Ozaki Nicola Geuer Makoto Ninomiya                        |

## Marzo
| Settimana | Torneo | Vincitori                                                        | Finalisti                                   | Semifinalisti                           | Eliminati ai quarti                                                             |
| --------- | --- | ---------------------------------------------------------------- | ------------------------------------------- | --------------------------------------- | ------------------------------------------------------------------------------- |
| 5 marzo   | TDC'S Women's Challenger 2012 Fort Walton Beach, USA Cemento $25,000 Singolare – Doppio                     | Madison Brengle 6–4, 3–6, 6–3                                    | Tereza Mrdeža                               | Marta Domachowska Camila Giorgi         | Sachia Vickery Alexandra Kiick Eugenie Bouchard Elena Bovina                    |
| 5 marzo   | TDC'S Women's Challenger 2012 Fort Walton Beach, USA Cemento $25,000 Singolare – Doppio                     | Madison Brengle Paula Kania 6–3, 6–4                             | Elena Bovina Alizé Lim                      | Marta Domachowska Camila Giorgi         | Sachia Vickery Alexandra Kiick Eugenie Bouchard Elena Bovina                    |
| 5 marzo   | Open GDF SUEZ de Bourgogne 2012 Digione, Francia Cemento $10,000 Singolare – Doppio                         | Maryna Zanevs'ka 6–4, 6–4                                        | Diāna Marcinkēviča                          | Justine Ozga Audrey Bergot              | Constance Sibille Jennifer Zerbone Samantha Murray Océane Dodin                 |
| 5 marzo   | Open GDF SUEZ de Bourgogne 2012 Digione, Francia Cemento $10,000 Singolare – Doppio                         | Diāna Marcinkēviča Despina Papamichail 7–5, 7–6(7)               | Yana Sizikova Alison van Uytvanck           | Justine Ozga Audrey Bergot              | Constance Sibille Jennifer Zerbone Samantha Murray Océane Dodin                 |
| 5 marzo   | GD Tennis Academy 9 2012 Adalia-Kaya Belek, Turchia Terra rossa $10,000 Singolare – Doppio                  | Ana Savić 6–2, 4–6, 6–2                                          | Martina di Giuseppe                         | Evelyn Mayr Anne Schäfer                | Cristina Dinu Gioia Barbieri Andreea Văideanu Anastasia Grymalska               |
| 5 marzo   | GD Tennis Academy 9 2012 Adalia-Kaya Belek, Turchia Terra rossa $10,000 Singolare – Doppio                  | Cristina Dinu Diana Enache 6–0, 5–7, [10–3]                      | Angelina Gabueva Margarita Lazareva         | Evelyn Mayr Anne Schäfer                | Cristina Dinu Gioia Barbieri Andreea Văideanu Anastasia Grymalska               |
| 5 marzo   | Endurance ITF Women's Tennis Tournament 2012 Aurangabad, India Terra rossa $10,000 Singolare – Doppio       | Dalila Jakupovič 6–4, 7–5                                        | Peangtarn Plipuech                          | Seda Arantekin Stephanie Scimone        | Sarah-Rebecca Sekulic Bárbara Luz Nicole Clerico Anja Prislan                   |
| 5 marzo   | Endurance ITF Women's Tennis Tournament 2012 Aurangabad, India Terra rossa $10,000 Singolare – Doppio       | Dalila Jakupovič Sarah-Rebecca Sekulic 6–1, 6–3                  | Peangtarn Plipuech Varunya Wongteanchai     | Seda Arantekin Stephanie Scimone        | Sarah-Rebecca Sekulic Bárbara Luz Nicole Clerico Anja Prislan                   |
| 5 marzo   | Women's ITF Irapuato Club de Golf Santa Margarita 2012 Irapuato, Messico Cemento $25,000 Singolare – Doppio | Kiki Bertens 6–4, 2–6, 6–1                                       | Jaroslava Švedova                           | Tímea Babos Mailen Auroux               | Jana Čepelová Stephanie Vogt Adriana Pérez Anna Remondina                       |
| 5 marzo   | Women's ITF Irapuato Club de Golf Santa Margarita 2012 Irapuato, Messico Cemento $25,000 Singolare – Doppio | Janette Husárová Katalin Marosi 6–2, 6(11)–7, [10–7]             | Maria Elena Camerin Marija Korytceva        | Tímea Babos Mailen Auroux               | Jana Čepelová Stephanie Vogt Adriana Pérez Anna Remondina                       |
| 12 marzo  | Bahamas Women's Open 2012 Nassau, Bahamas Cemento $100,000+H Singolare – Doppio                             | Aleksandra Wozniak 6-4, 7-5                                      | Alizé Cornet                                | Anne Keothavong Bojana Jovanovski       | Kristýna Plíšková Karolína Plíšková Maria Sanchez Gail Brodsky                  |
| 12 marzo  | Bahamas Women's Open 2012 Nassau, Bahamas Cemento $100,000+H Singolare – Doppio                             | Janette Husárová Katalin Marosi 6-1, 3-6, [10-6]                 | Eva Birnerová Anne Keothavong               | Anne Keothavong Bojana Jovanovski       | Kristýna Plíšková Karolína Plíšková Maria Sanchez Gail Brodsky                  |
| 12 marzo  | Sheriff Jim Coats Clearwater Women's Open 2012 Clearwater, USA Cemento $25,000 Singolare – Doppio           | Garbiñe Muguruza Blanco 6-0, 6-1                                 | Grace Min                                   | Shuai Zhang Stefanie Vögele             | Nastas'sja Jakimava Heather Watson Arantxa Rus Camila Giorgi                    |
| 12 marzo  | Sheriff Jim Coats Clearwater Women's Open 2012 Clearwater, USA Cemento $25,000 Singolare – Doppio           | Ekaterine Gorgodze Al'ona Sotnikova 6-3, 6-2                     | Naomi Broady Heather Watson                 | Shuai Zhang Stefanie Vögele             | Nastas'sja Jakimava Heather Watson Arantxa Rus Camila Giorgi                    |
| 12 marzo  | Miyazaki International Women's Challenger Tennis 2012 Miyazaki, Giappone Erba $10,000 Singolare – Doppio    | Makoto Ninomiya 6-0, 6(5)–7, 6-0                                 | Yumi Miyazaki                               | Chinami Ogi Yuka Higuchi                | Mana Ayukawa Eri Hozumi Ai Koga Chihiro Nunome                                  |
| 12 marzo  | Miyazaki International Women's Challenger Tennis 2012 Miyazaki, Giappone Erba $10,000 Singolare – Doppio    | Akari Inoue Hiroko Kuwata 6-3, 6-0                               | Kanae Hisami Yumi Miyazaki                  | Chinami Ogi Yuka Higuchi                | Mana Ayukawa Eri Hozumi Ai Koga Chihiro Nunome                                  |
| 12 marzo  | MSLTA ITF US $ 10,000 Women's Tennis Tournament 2012 Mumbai, India Cemento $10,000 Singolare – Doppio       | Jovana Jakšić 6-2, 7–6(5)                                        | Keren Shlomo                                | Varunya Wongteanchai Nungnadda Wannasuk | Peangtarn Plipuech Sarah-Rebecca Sekulic Nicole Clerico Tamara Čurović          |
| 12 marzo  | MSLTA ITF US $ 10,000 Women's Tennis Tournament 2012 Mumbai, India Cemento $10,000 Singolare – Doppio       | Peangtarn Plipuech Varunya Wongteanchai 6-1, 6-2                 | Anja Prislan Kyra Shroff                    | Varunya Wongteanchai Nungnadda Wannasuk | Peangtarn Plipuech Sarah-Rebecca Sekulic Nicole Clerico Tamara Čurović          |
| 12 marzo  | Astana Womens 2012 Astana, Kazakistan Cemento $10,000 Singolare – Doppio                                    | Anna-Lena Friedsam 6-4, 6-3                                      | Ekaterina Jašina                            | Evgenija Paškova Aljaksandra Sasnovič   | Ilona Kramen' Polina Monova Anastasіja Vasyl'jeva Justyna Jegiołka              |
| 12 marzo  | Astana Womens 2012 Astana, Kazakistan Cemento $10,000 Singolare – Doppio                                    | Evgenija Paškova Anastasіja Vasyl'jeva 7-5, 6-2                  | Albina Khabibulina Ilona Kramen'            | Evgenija Paškova Aljaksandra Sasnovič   | Ilona Kramen' Polina Monova Anastasіja Vasyl'jeva Justyna Jegiołka              |
| 12 marzo  | Internationaux Féminins d'Amiens 2012 Amiens, Francia Terra rossa $10,000 Singolare – Doppio                | Isabella Šinikova 6-3, 0-6, 6-3                                  | Ysaline Bonaventure                         | Tess Sugnaux Céline Ghesquière          | Amandine Hesse Josepha Adam Clothilde de Bernardi Laëtitia Sarrazin             |
| 12 marzo  | Internationaux Féminins d'Amiens 2012 Amiens, Francia Terra rossa $10,000 Singolare – Doppio                | Bernice Van De Velde Nicolette Van Uitert 2-6, 7–6(7), [10-6]    | Katharina Lehnert Katharina Negrin          | Tess Sugnaux Céline Ghesquière          | Amandine Hesse Josepha Adam Clothilde de Bernardi Laëtitia Sarrazin             |
| 12 marzo  | Club de Tenis Chamartín ITF 2012 Madrid, Spagna Terra rossa $10,000 Singolare – Doppio                      | Estelle Guisard 6-0, 7–6(5)                                      | Sara Sorribes Tormo                         | Ioana Raluca Olaru Iva Mekovec          | Elena Cerezo Codina Indire Akiki Nanuli Pipiya Rocío de la Torre-Sánchez        |
| 12 marzo  | Club de Tenis Chamartín ITF 2012 Madrid, Spagna Terra rossa $10,000 Singolare – Doppio                      | Pilar Domínguez-López Isabel Rapisarda-Calvo 7-6(0), 2-6, [10-8] | Jana Jandová Sandra Martinović              | Ioana Raluca Olaru Iva Mekovec          | Elena Cerezo Codina Indire Akiki Nanuli Pipiya Rocío de la Torre-Sánchez        |
| 12 marzo  | GD Tennis Academy 10 2012 Adalia-Ali Bey Manavgat, Turchia Terra rossa $10,000 Singolare – Doppio           | Ana Savić 6-0, 6-4                                               | Jasmina Tinjic                              | Evelyn Mayr Gioia Barbieri              | Martina di Giuseppe Anastasia Grymalska Sandra Roma Maša Zec-Peškiric           |
| 12 marzo  | GD Tennis Academy 10 2012 Adalia-Ali Bey Manavgat, Turchia Terra rossa $10,000 Singolare – Doppio           | Gioia Barbieri Anastasia Grymalska 6-4, 1-6, [11-9]              | Claudia Giovine Sanaz Marand                | Evelyn Mayr Gioia Barbieri              | Martina di Giuseppe Anastasia Grymalska Sandra Roma Maša Zec-Peškiric           |
| 12 marzo  | AEGON Pro Series Bath Futures 2012 Bath, Gran Bretagna Cemento $10,000 Singolare – Doppio                   | Tereza Smitková 4-6, 6-2, 6-1                                    | Katarzyna Piter                             | Lucy Brown Samantha Murray              | Lenka Juríková Giulia Gatto-Monticone Caitlin Whoriskey María-Teresa Torró-Flor |
| 12 marzo  | AEGON Pro Series Bath Futures 2012 Bath, Gran Bretagna Cemento $10,000 Singolare – Doppio                   | Samantha Murray Emily Webley-Smith 4-6, 6-4, [10-5]              | Lenka Juríková Katarzyna Piter              | Lucy Brown Samantha Murray              | Lenka Juríková Giulia Gatto-Monticone Caitlin Whoriskey María-Teresa Torró-Flor |
| 12 marzo  | Internacional Femenil Poza Rica 2012 Poza Rica, Messico Cemento $25,000 Singolare – Doppio                  | Jaroslava Švedova 6-1, 6-2                                       | Mónica Puig                                 | Patricia Mayr-Achleitner Jana Čepelová  | Zuzana Zlochová ME Camerin Kiki Bertens Aleksandra Krunić                       |
| 12 marzo  | Internacional Femenil Poza Rica 2012 Poza Rica, Messico Cemento $25,000 Singolare – Doppio                  | Maria Elena Camerin Marija Korytceva 5-7, 6-2, [10-3]            | Jana Čepelová Lenka Wienerová               | Patricia Mayr-Achleitner Jana Čepelová  | Zuzana Zlochová ME Camerin Kiki Bertens Aleksandra Krunić                       |
| 12 marzo  | ITF Women's Circuit Sanya 2012 Sanya, Cina Cemento $25,000 Singolare – Doppio                               | Qiang Wang 6-2, 6-4                                              | Han Xinyun                                  | Zhou Yimiao Y Wang                      | Erika Sema Sachie Ishizu Zheng Saisai Liu Chang                                 |
| 12 marzo  | ITF Women's Circuit Sanya 2012 Sanya, Cina Cemento $25,000 Singolare – Doppio                               | Erika Sema Zheng Saisai 6–2, 6–2                                 | Liang Chen Zhou Yimiao                      | Zhou Yimiao Y Wang                      | Erika Sema Sachie Ishizu Zheng Saisai Liu Chang                                 |
| 19 marzo  | Almaty Womens 2012 Almaty, Kazakistan Cemento $25,000 Singolare – Doppio                                    | Anastasіja Vasyl'jeva 6–4, 6–1                                   | Michaela Hončová                            | Julija Putinceva Çağla Büyükakçay       | Justyna Jegiołka Pemra Özgen Daria Mironova Ilona Kramen'                       |
| 19 marzo  | Almaty Womens 2012 Almaty, Kazakistan Cemento $25,000 Singolare – Doppio                                    | Oksana Kalašnikova Evgenija Paškova 6–1, 7–5                     | Albina Khabibulina Ilona Kramen'            | Julija Putinceva Çağla Büyükakçay       | Justyna Jegiołka Pemra Özgen Daria Mironova Ilona Kramen'                       |
| 19 marzo  | QNet ITF Open 2012 Bangalore, India Cemento $25,000 Singolare – Doppio                                      | Donna Vekić 6–2, 6–4                                             | Andrea Koch-Benvenuto                       | Kyra Shroff Akiko Ōmae                  | Tamaryn Hendler Nungnadda Wannasuk Melanie Klaffner Melis Sezer                 |
| 19 marzo  | QNet ITF Open 2012 Bangalore, India Cemento $25,000 Singolare – Doppio                                      | Tamaryn Hendler Melanie Klaffner 6–2, 4–6, [10–6]                | Tadeja Majerič Anja Prislan                 | Kyra Shroff Akiko Ōmae                  | Tamaryn Hendler Nungnadda Wannasuk Melanie Klaffner Melis Sezer                 |
| 19 marzo  | Spring Cup 2012 Mosca, Russia Sintetico $25,000 Singolare – Doppio                                          | Margarita Gasparjan 6–0, ritiro                                  | Ljudmyla Kičenok                            | Anastasia Frolova Ekaterina Byčkova     | Polina Pekhova Valentina Ivachnenko Dar'ja Gavrilova Kateryna Kozlova           |
| 19 marzo  | Spring Cup 2012 Mosca, Russia Sintetico $25,000 Singolare – Doppio                                          | Margarita Gasparjan Anna Arina Marenko 3–6, 7–6(4), [10–6]       | Valentina Ivachnenko Kateryna Kozlova       | Anastasia Frolova Ekaterina Byčkova     | Polina Pekhova Valentina Ivachnenko Dar'ja Gavrilova Kateryna Kozlova           |
| 19 marzo  | Pro Series Bath II 2012 Bath, Gran Bretagna Cemento $25,000 Singolare – Doppio                              | Kiki Bertens 6–4, 3–6, 6–3                                       | Annika Beck                                 | Diāna Marcinkēviča Tatjana Maria        | Anett Kontaveit Julia Glushko Ana Vrljić Johanna Konta                          |
| 19 marzo  | Pro Series Bath II 2012 Bath, Gran Bretagna Cemento $25,000 Singolare – Doppio                              | Tatjana Maria Stephanie Vogt 6–3, 3–6, [10–3]                    | Julie Coin Melanie South                    | Diāna Marcinkēviča Tatjana Maria        | Anett Kontaveit Julia Glushko Ana Vrljić Johanna Konta                          |
| 19 marzo  | Chang ITF Thailand Pro Circuit Phuket 2012 Phuket, Thailandia Cemento $25,000 Singolare – Doppio            | Dinah Pfizenmaier 6–2, 6–4                                       | Noppawan Lertcheewakarn                     | Réka-Luca Jani Julija Bejhel'zymer      | Erika Sema Nikola Hofmanová Kirsten Flipkens Zheng Saisai                       |
| 19 marzo  | Chang ITF Thailand Pro Circuit Phuket 2012 Phuket, Thailandia Cemento $25,000 Singolare – Doppio            | Natela Dzalamidze Marta Sirotkina 6–4, 6–1                       | Chan Chin-wei Zheng Saisai                  | Réka-Luca Jani Julija Bejhel'zymer      | Erika Sema Nikola Hofmanová Kirsten Flipkens Zheng Saisai                       |
| 19 marzo  | Kofu International Open Tennis 2012 Kōfu, Giappone Cemento $10,000 Singolare – Doppio                       | Hiroko Kuwata 6–4, 4–6, 7–6(7)                                   | Liu Fangzhou                                | Eri Hozumi Akiko Yonemura               | Kanae Hisami Akari Inoue Ayumi Oka Miki Miyamura                                |
| 19 marzo  | Kofu International Open Tennis 2012 Kōfu, Giappone Cemento $10,000 Singolare – Doppio                       | Ayumi Oka Kotomi Takahata 6–4, 5–7, [10–3]                       | Eri Hozumi Remi Tezuka                      | Eri Hozumi Akiko Yonemura               | Kanae Hisami Akari Inoue Ayumi Oka Miki Miyamura                                |
| 19 marzo  | ITF Women's Circuit Antalya 2012 Adalia-Ali Bey Manavgat, Turchia Terra rossa $10,000 Singolare – Doppio    | Ana Savić 5–0, ritiro                                            | Lisa Sabino                                 | Evelyn Mayr Teodora Mirčić              | Sabrina Baumgarten Andreea Văideanu Claudia Giovine Julia Mayr                  |
| 19 marzo  | ITF Women's Circuit Antalya 2012 Adalia-Ali Bey Manavgat, Turchia Terra rossa $10,000 Singolare – Doppio    | Evelyn Mayr Julia Mayr 6–2, 6–3                                  | Claudia Giovine Teodora Mirčić              | Evelyn Mayr Teodora Mirčić              | Sabrina Baumgarten Andreea Văideanu Claudia Giovine Julia Mayr                  |
| 19 marzo  | Open GDF SUEZ de Gonesse 2012 Gonesse, Francia Terra rossa $10,000 Singolare – Doppio                       | Iryna Brémond 7–6(2), 6–3                                        | Audrey Bergot                               | Sherazad Benamar Pauline Payet          | Estelle Cascino Amandine Hesse Dejana Raickovic Marine Partaud                  |
| 19 marzo  | Open GDF SUEZ de Gonesse 2012 Gonesse, Francia Terra rossa $10,000 Singolare – Doppio                       | Karin Morgošová Lenka Tvarošková 7–6(4), 6–1                     | Sherazad Benamar Brandy Mina                | Sherazad Benamar Pauline Payet          | Estelle Cascino Amandine Hesse Dejana Raickovic Marine Partaud                  |
| 19 marzo  | Abierto La Asuncion Femenil ITF 2012 Metepec, Messico Cemento $10,000 Singolare – Doppio                    | Zuzana Zlochová 6–3, 7–5                                         | Vanesa Furlanetto                           | Elizabeth Lumpkin Nadia Abdalá          | Cecilia Costa Melgar Aranza Salut Lenka Broošová Nicole Melichar                |
| 19 marzo  | Abierto La Asuncion Femenil ITF 2012 Metepec, Messico Cemento $10,000 Singolare – Doppio                    | Elizabeth Ferris Nicole Melichar 6–3, 6–1                        | Liz Tatiane Koehler Bogarin Brianna Morgan  | Elizabeth Lumpkin Nadia Abdalá          | Cecilia Costa Melgar Aranza Salut Lenka Broošová Nicole Melichar                |
| 19 marzo  | Ciudad de la Raqueta 2012 Madrid, Spagna Terra rossa $10,000 Singolare – Doppio                             | Sara Sorribes Tormo 6–2, 7–6(8)                                  | Isabel Rapisarda-Calvo                      | Estelle Guisard Indire Akiki            | Csilla Argyelán Nanuli Pipiya Gaia Sanesi Giulia Sussarello                     |
| 19 marzo  | Ciudad de la Raqueta 2012 Madrid, Spagna Terra rossa $10,000 Singolare – Doppio                             | Jana Jandová Sandra Martinović 6–3, 6–3                          | Clelia Melena Giulia Sussarello             | Estelle Guisard Indire Akiki            | Csilla Argyelán Nanuli Pipiya Gaia Sanesi Giulia Sussarello                     |
| 19 marzo  | ITF Women's La Marsa 2012 La Marsa, Tunisia Terra rossa $25,000 Singolare – Doppio                          | Elina Svitolina 7–6(4), 7–6(5)                                   | Isabella Šinikova                           | Ons Jabeur Cristina Dinu                | Mervana Jugić-Salkić Maša Zec-Peškirič Ioana Raluca Olaru Conny Perrin          |
| 19 marzo  | ITF Women's La Marsa 2012 La Marsa, Tunisia Terra rossa $25,000 Singolare – Doppio                          | Ulrikke Eikeri Isabella Šinikova 6–3, 6–4                        | Mervana Jugić-Salkić Sandra Klemenschits    | Ons Jabeur Cristina Dinu                | Mervana Jugić-Salkić Maša Zec-Peškirič Ioana Raluca Olaru Conny Perrin          |
| 19 marzo  | ITF Femenino de Rancagua 2012 Rancagua, Cile Terra rossa $10,000 Singolare – Doppio                         | Daniela Seguel 7–6(4), 6–3                                       | Carolina Zeballos                           | Patricia Iveth Ku Flores Fernanda Brito | Agustina Lepore Karolina Nowak Carla Forte Isabella Robbiani                    |
| 19 marzo  | ITF Femenino de Rancagua 2012 Rancagua, Cile Terra rossa $10,000 Singolare – Doppio                         | Patricia Iveth Ku Flores Daniela Seguel 7–6(2), 7–5              | Fernanda Brito Raquel Piltcher              | Patricia Iveth Ku Flores Fernanda Brito | Agustina Lepore Karolina Nowak Carla Forte Isabella Robbiani                    |
| 19 marzo  | City of Ipswich Tennis International 2012 Ipswich, Australia Terra rossa $25,000 Singolare – Doppio         | Sandra Zaniewska 7–6(5), 6–1                                     | Ashleigh Barty                              | Tina Schiechtl Sally Peers              | Yurika Sema Risa Ozaki Junri Namigata Karolina Wlodarczak                       |
| 19 marzo  | City of Ipswich Tennis International 2012 Ipswich, Australia Terra rossa $25,000 Singolare – Doppio         | Monique Adamczak Sandra Zaniewska 7–5, 6–4                       | Shūko Aoyama Junri Namigata                 | Tina Schiechtl Sally Peers              | Yurika Sema Risa Ozaki Junri Namigata Karolina Wlodarczak                       |
| 26 marzo  | Oaks Club Challenger 2012 Osprey, USA Terra verde $50,000 Singolare – Doppio                                | Arantxa Rus 6–4, 6–1                                             | Sesil Karatančeva                           | Edina Gallovits-Hall Aleksandra Panova  | Lucie Hradecká Florencia Molinero Lara Arruabarrena Vecino Alizé Cornet         |
| 26 marzo  | Oaks Club Challenger 2012 Osprey, USA Terra verde $50,000 Singolare – Doppio                                | Lindsay Lee-Waters Megan Moulton-Levy 2–6, 6–4, [10–7]           | Aleksandra Panova Lesja Curenko             | Edina Gallovits-Hall Aleksandra Panova  | Lucie Hradecká Florencia Molinero Lara Arruabarrena Vecino Alizé Cornet         |
| 26 marzo  | Chang ITF Thailand Pro Circuit Phuket 2 2012 Phuket, Thailandia Cemento $25,000 Singolare – Doppio          | Marta Sirotkina 7–5, 7–6(6)                                      | Claire Feuerstein                           | Çağla Büyükakçay Zheng Saisai           | Erika Sema Rika Fujiwara Nudnida Luangnam Kirsten Flipkens                      |
| 26 marzo  | Chang ITF Thailand Pro Circuit Phuket 2 2012 Phuket, Thailandia Cemento $25,000 Singolare – Doppio          | Noppawan Lertcheewakarn Zheng Saisai 6–3, 6–3                    | Han Xinyun Sun Shengnan                     | Çağla Büyükakçay Zheng Saisai           | Erika Sema Rika Fujiwara Nudnida Luangnam Kirsten Flipkens                      |
| 26 marzo  | Asia University International Open Tennis 2012 Nishitama, Giappone Cemento $10,000 Singolare – Doppio       | Akiko Yonemura 1–1, ritiro                                       | Kumiko Iijima                               | Aki Yamasoto Wang Boyan                 | Hiroko Kuwata Makiho Kozawa Kanae Iha Miyabi Inoue                              |
| 26 marzo  | Asia University International Open Tennis 2012 Nishitama, Giappone Cemento $10,000 Singolare – Doppio       | Eri Hozumi Remi Tezuka 6–4, 6(1)–7, [10–7]                       | Kazusa Ito Yuka Mori                        | Aki Yamasoto Wang Boyan                 | Hiroko Kuwata Makiho Kozawa Kanae Iha Miyabi Inoue                              |
| 26 marzo  | Tennis Organisation 5 2012 Adalia-Belconti, Turchia Cemento $10,000 Singolare – Doppio                      | Anna Schmiedlová 7–6(5), 6–4                                     | Anna-Lena Friedsam                          | Tereza Malíková Chantal Škamlová        | Vladyslava Zanosiyenko Anamika Bhargava Sultan Gönen Janina Toljan              |
| 26 marzo  | Tennis Organisation 5 2012 Adalia-Belconti, Turchia Cemento $10,000 Singolare – Doppio                      | Anamika Bhargava Sylvia Krywacz 4–6, 6–4, [10–3]                 | Anna Schmiedlová Chantal Škamlová           | Tereza Malíková Chantal Škamlová        | Vladyslava Zanosiyenko Anamika Bhargava Sultan Gönen Janina Toljan              |
| 26 marzo  | Open du Havre 2012 Le Havre, Francia Terra rossa $10,000 Singolare – Doppio                                 | Myrtille Georges 5–7, 7–5, 6–0                                   | Ysaline Bonaventure                         | Ulrikke Eikeri Patrycja Sanduska        | Chloé Paquet Dejana Raickovic Vanda Lukács Bernice van de Velde                 |
| 26 marzo  | Open du Havre 2012 Le Havre, Francia Terra rossa $10,000 Singolare – Doppio                                 | Myrtille Georges Céline Ghesquière 6–4, 6–2                      | Manon Arcangioli Kinnie Laisné              | Ulrikke Eikeri Patrycja Sanduska        | Chloé Paquet Dejana Raickovic Vanda Lukács Bernice van de Velde                 |
| 26 marzo  | Zuerioberland Open 2012 Fällanden, Svizzera Sintetico $10,000 Singolare – Doppio                            | Amra Sadiković 6–3, 6–2                                          | Sarah-Rebecca Sekulic                       | Karin Kennel Laura Schäder              | Eva Hrdinová Nina Zander Sara Sussarello Emily Webley-Smith                     |
| 26 marzo  | Zuerioberland Open 2012 Fällanden, Svizzera Sintetico $10,000 Singolare – Doppio                            | Xenia Knoll Amra Sadiković 6(3)–7, 6–4, [12–10]                  | Lara Michel Emily Webley-Smith              | Karin Kennel Laura Schäder              | Eva Hrdinová Nina Zander Sara Sussarello Emily Webley-Smith                     |
| 26 marzo  | Circuito Itaú de Tênis Feminino 2012 Ribeirão Preto, Brasile Terra rossa $10,000 Singolare – Doppio         | Gabriela Cé 6–1, 6–0                                             | Natasha Fourouclas                          | Fernanda Brito Carolina Zeballos        | Nathalia Rossi Nathaly Kurata Isabella Robbiani Karolina Nowak                  |
| 26 marzo  | Circuito Itaú de Tênis Feminino 2012 Ribeirão Preto, Brasile Terra rossa $10,000 Singolare – Doppio         | Gabriela Cé Carla Forte 6–1, 3–6, [10–7]                         | Isabella Robbiani Carolina Zeballos         | Fernanda Brito Carolina Zeballos        | Nathalia Rossi Nathaly Kurata Isabella Robbiani Karolina Nowak                  |
| 26 marzo  | Bundaberg Tennis International 2012 Bundaberg, Australia Cemento $25,000 Singolare – Doppio                 | Sandra Zaniewska 6–3, 6–2                                        | Shūko Aoyama                                | Jennifer Elie Junri Namigata            | Yurika Sema Akiko Ōmae Sacha Jones Isabella Holland                             |
| 26 marzo  | Bundaberg Tennis International 2012 Bundaberg, Australia Cemento $25,000 Singolare – Doppio                 | Shūko Aoyama Junri Namigata 6–1, 7–5                             | Sacha Jones Sally Peers                     | Jennifer Elie Junri Namigata            | Yurika Sema Akiko Ōmae Sacha Jones Isabella Holland                             |
| 26 marzo  | Abierto Femenil de Tenis Puebla de Los Angeles 2012 Puebla, Messico Cemento $10,000 Singolare – Doppio      | Vanesa Furlanetto 6–3, 6–3                                       | Elizabeth Ferris                            | Nicole Melichar Cecilia Costa Melgar    | Ana Sofía Sánchez Aranza Salut Kateřina Kramperová Zuzana Zlochová              |
| 26 marzo  | Abierto Femenil de Tenis Puebla de Los Angeles 2012 Puebla, Messico Cemento $10,000 Singolare – Doppio      | Ana Paula de la Peña Ivette López 6–1, 7–6(0)                    | Cecilia Costa Melgar Flávia Guimarães Bueno | Nicole Melichar Cecilia Costa Melgar    | Ana Sofía Sánchez Aranza Salut Kateřina Kramperová Zuzana Zlochová              |